# Chrysler Valiant Galant
Chrysler Valiant Galant – samochód osobowy kompaktowej produkowany pod amerykańską marką Chrysler w latach 1969 – 1977. 

## Pierwsza generacja

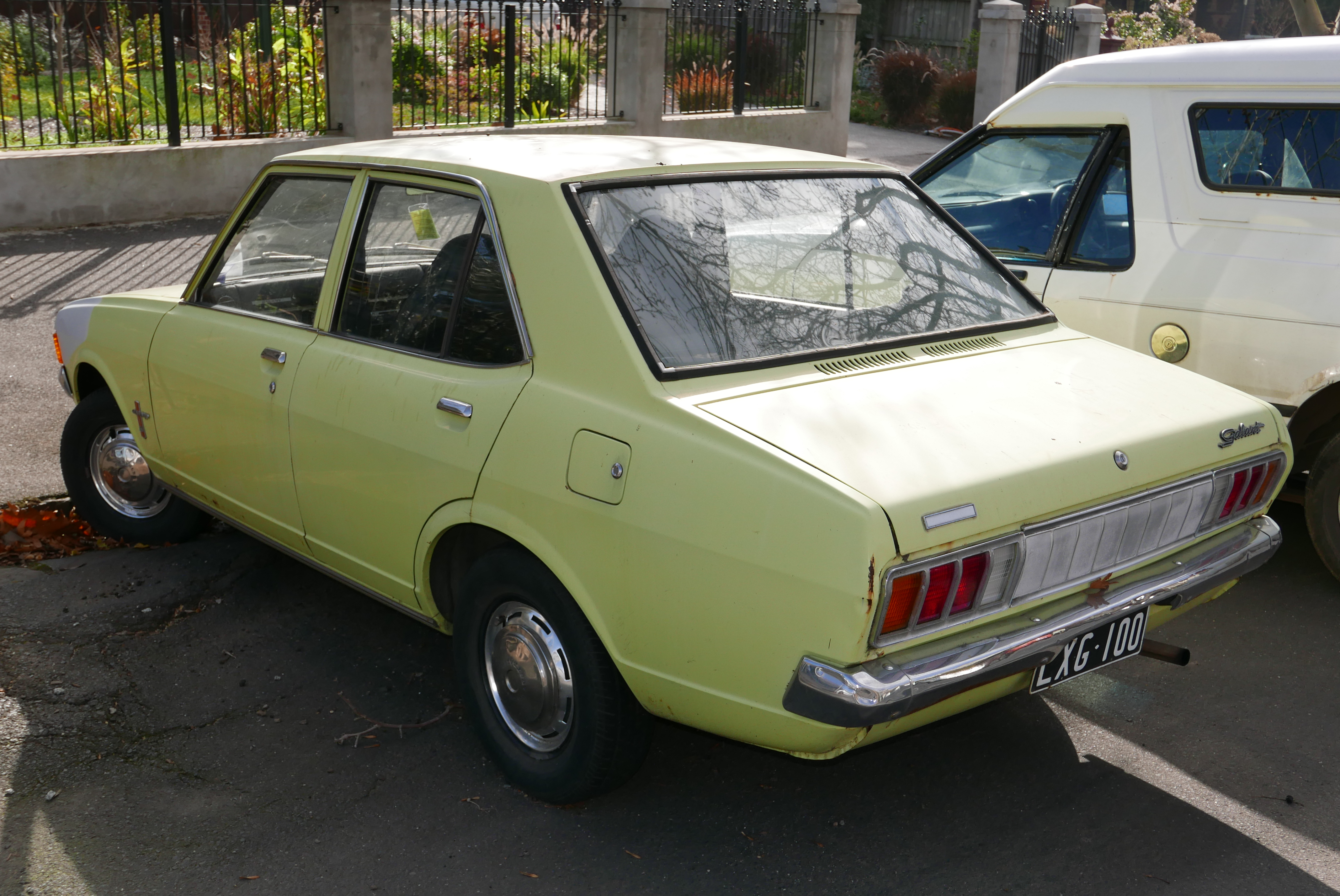
Chrysler Valiant Galant I - tył

Chrysler Valiant Galant I został zaprezentowany po raz pierwszy w 1969 roku.
W 1969 roku w ramach zakrojonej na szeroką skalę współpracy między koncernem Chrysler, a japońskim Mitsubishi, w 1969 roku rozpoczęto eksport z zakładów w Okazaki kompaktowy modelu Galant także na rynki Australii i Nowej Zelandii oraz Stanów Zjednoczonych i Kanady.
We dwóch pierwszych z wymienionych państw Galant został włączony do oferty lokalnego oddziału Chryslera pod nazwą Valiant Galant, będąc pozycjonowanym poniżej większego modelu Valiant. Pierwsza generacja modelu była dostępna tylko jako 4-drzwiowy sedan.

### Silniki
- L4 1.3l 4G30
- L4 1.4l 4G33
- L4 1.5l 4G31
- L4 1.6l 4G32
- L4 1.7l 4G35

## Druga generacja

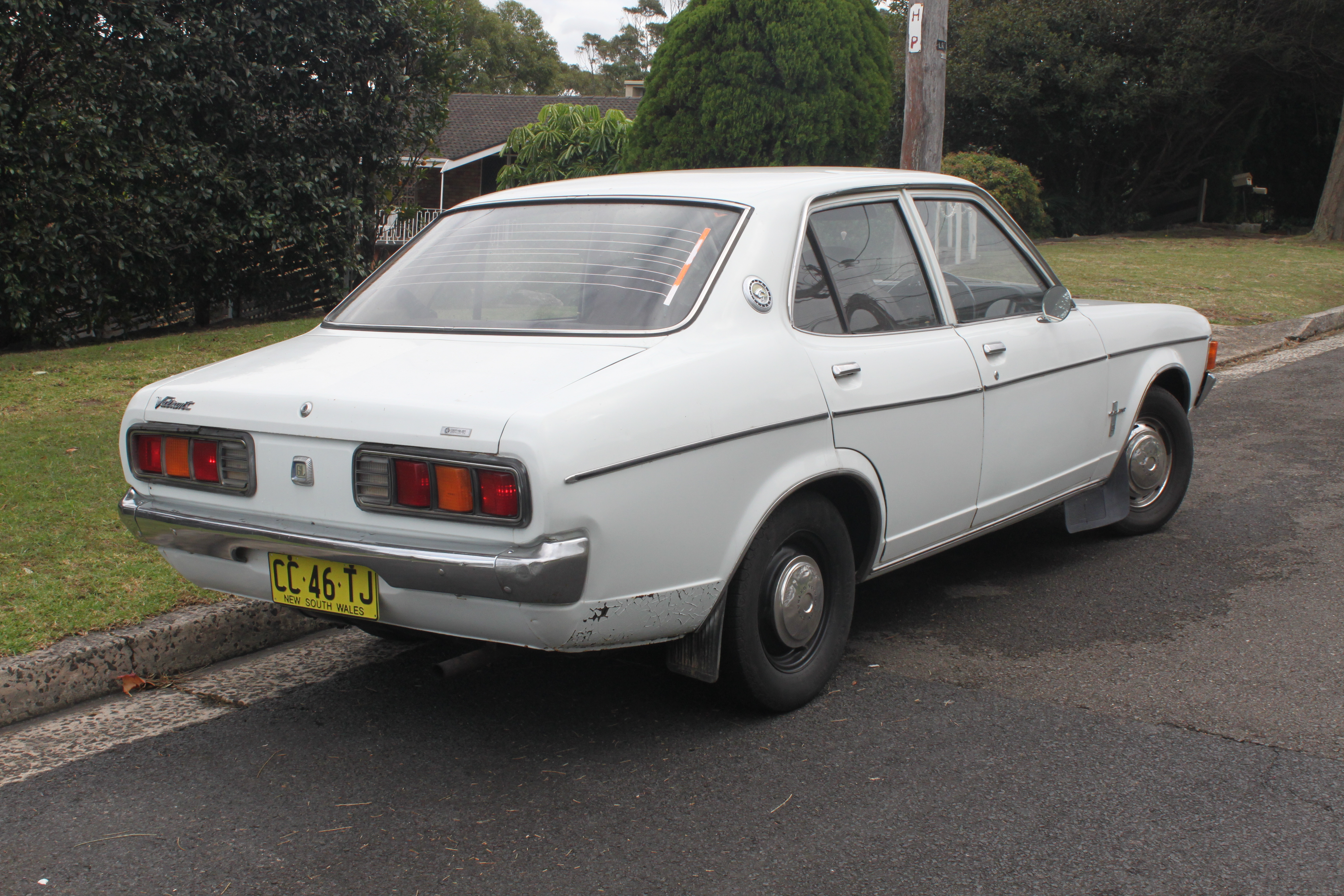
Chrysler Valiant Galant II - tył

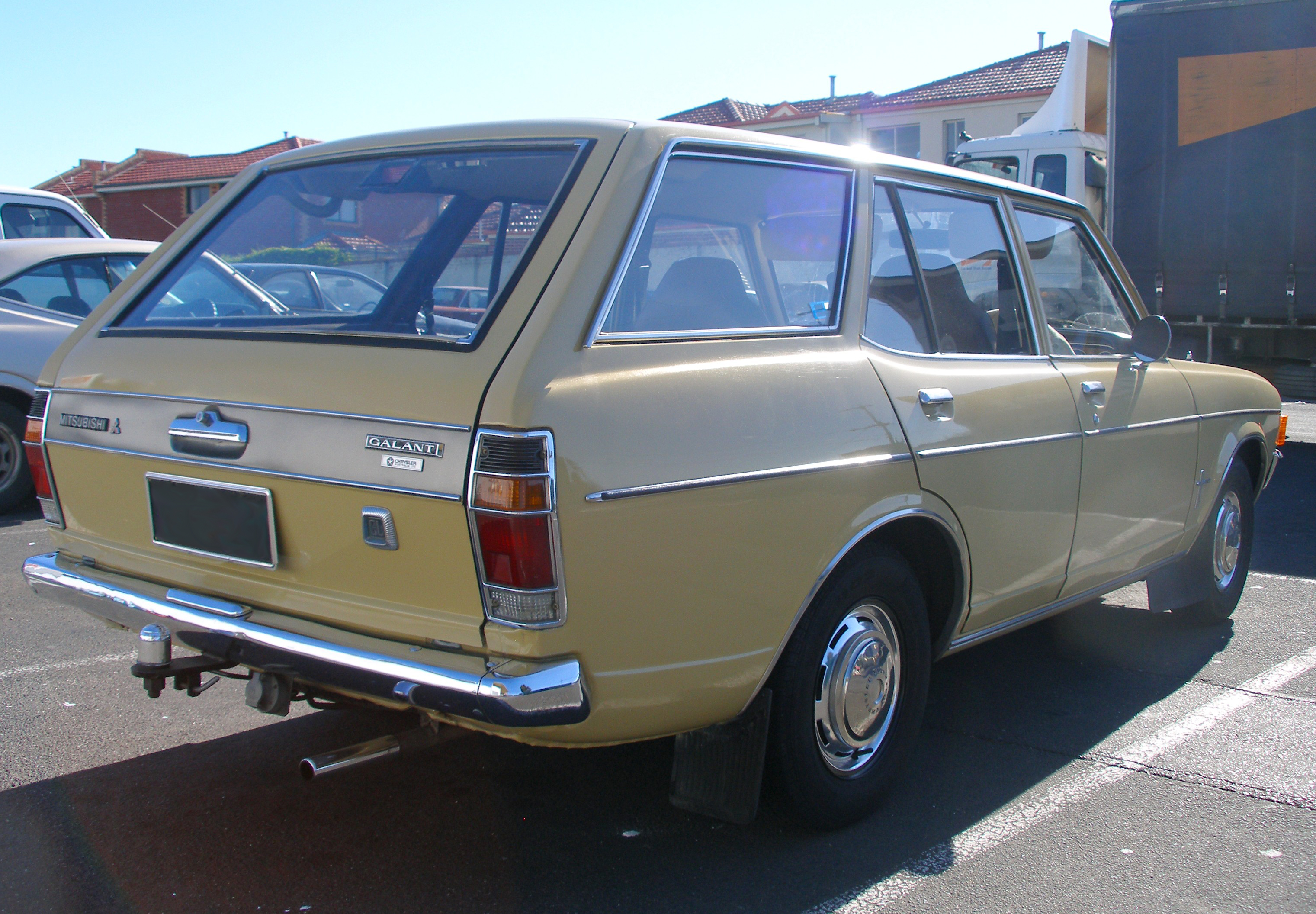
Chrysler Valiant Galant II Kombi

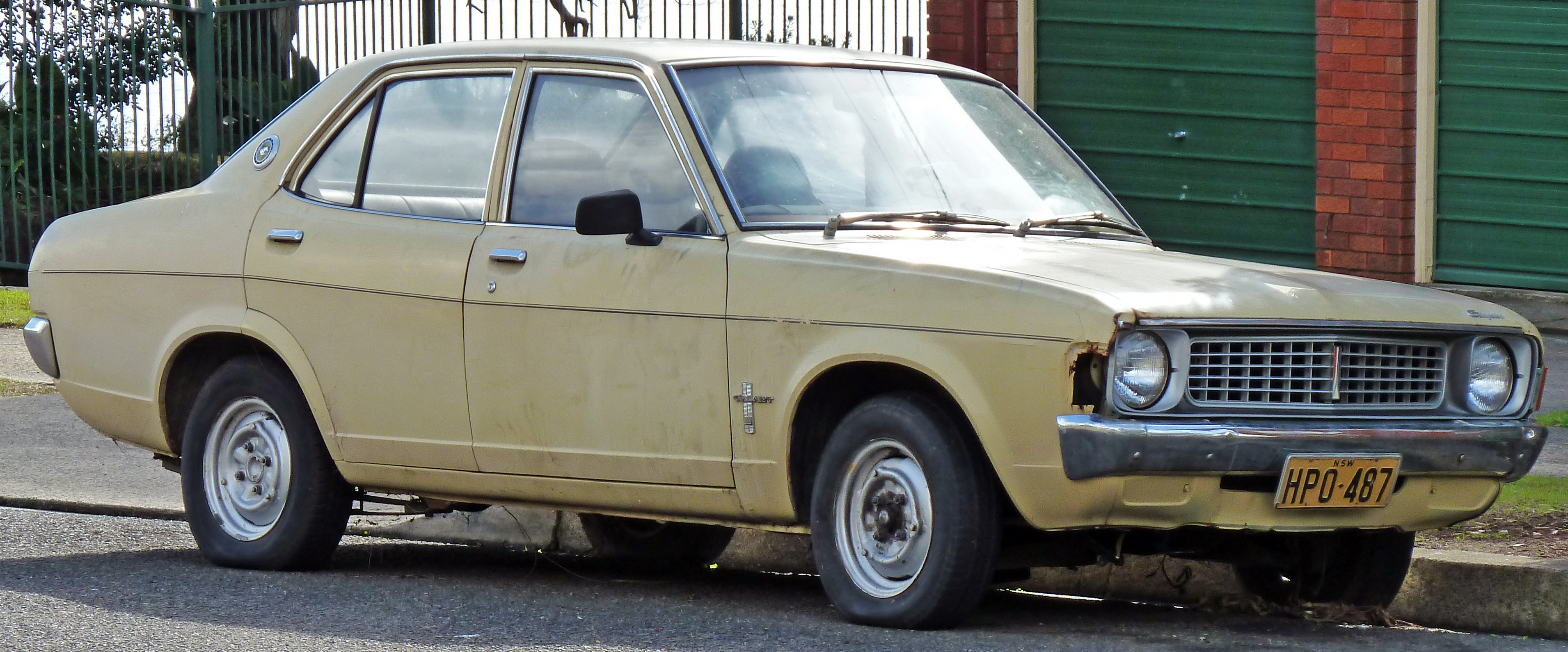
Chrysler Galant II

Chrysler Valiant Galant II został zaprezentowany po raz pierwszy w 1974 roku.
W 1974 roku zadebiutowała druga generacja Valianga Galanta, która ponownie była lokalną, australijską odmianą kolejnego wcielenia Mitsubishi Galant. Tym razem samochód nie był jednak importowany z Japonii, lecz wytwarzany lokalnie w zakładach Chryslera w Australii i Nowej Zelandii. W porównaniu do poprzednika samochó zyskał wyraźnie większe nadwozie, bardziej obłe proporcje nadwozia i tym razem pojedyncze, pokrągłe reflektory.

### Zmiana nazwy i następca
W 1976 roku australijski oddział Chryslera zdecydował się zmienić nazwę modelu, usuwając z niej człon Valiant. Przez ostatni rok produkcji, czyli do 1977 roku, samichód oferowano jako Chrysler Galant, po czym zastąpił go nowy model - również opracowany w ramach współpracy z Chryslerem model Sigma.

### Silniki
- L4 1.6l 4G32
- L4 1.8l 4G51
- L4 2.0l 4G52